# ذالحبيب (الرضمة)

تعديل مصدري - تعديل

ذالحبيب هي إحدى قرى عزلة أزال بمديرية الرضمة التابعة لمحافظة إب، بلغ تعداد سكانها 251 نسمة حسب تعداد اليمن لعام 2004.